# Dorna Sports
Dorna Sports är ett spanskt medieföretag med huvudkontor i Madrid och kontor i Barcelona, London och Tokyo.
De äger sedan 1992 de kommersiella rättigheterna till MotoGP och allt som sänds från tävlingarna är producerat av Dorna. Från och med 2001 även rättigheterna till det spanska roadracingmästerskapet (CEV), det brittiska Superbikemästerskapet och Trialmästerskapet (både inomhus- och utomhusklasserna)